# Łuksze (Litwa)
Łuksze (lit. Lukšiai) – miasteczko na Litwie w okręgu mariampolskim w rejonie Szaki, położone ok. 8 km na wschód od Szaków, siedziba starostwa Łuksze. Zlokalizowane przy drodze Szaki-Kowno. Znajduje się tu poczta, kościół parafialny i szkoła.
Dekretem prezydenta Republiki Litewskiej od 1997 roku posiada własny herb.
Za Królestwa Polskiego siedziba wiejskiej gminy Zyple.